# Водний тест Морріса
Водний тест Морріса (Водний лабіринт Морріса) — тест здатності тварин до формування просторових уявлень. Запропонований шотландським вченим Р. Моррісом, є класичним у дослідженні впливу певних чинників на функціонування ЦНС тварин.
Принцип методу полягає в тому, що піддослідну тварину випускають у басейн із замутненою водою. Із басейну нема виходу, але в нього встановлюють у певному місці невидиму для тварини підводну платформу, яка служить для неї місцем відпочинку. Знайшовши цю платформу, тварина може вибратись із води. Тварину, яка знайшла платформу, виймають з басейну, а через деякий час знову випускають плавати, але вже з іншої стартової позиції. Поступово час, який проходить від старту тварини до знаходження платформи, скорочується, а шлях спрощується, що свідчить про формування у тварини уявлення про просторове розміщення платформи на основі зовнішніх орієнтирів.
За допомогою тесту Морріса можна оцінити динаміку формування твариною просторової навички, стратегію поведінки тварини в ході досліду, встановити відмінності у поведінці тварин. Даний тест дуже широко застосовується у нейротоксикологічних дослідженнях.
В Інституті біології тварин НААНУ для даного тесту використовують басейн діаметром 1,2 м та глибиною 40 см з переносною плексигласовою платформою, висотою 30 см. Під час проведення експериментів воду у басейні підігрівають до 36 градусів Цельсія і забарвлюють за допомогою сухого молока. Протягом усіх експериментів їх протікання фіксується цифровою відеокамерою і зберігається у пам'яті комп'ютера для подальшого аналізу і статистичної обробки. Кожній тварині надають до шести спроб для знаходження невидимої у замутненій воді платформи. Фіксують час витрачений твариною у процесі досягнення цієї мети.